# Escola de Condução Angélica da Conceição Racha
A Escola de Condução Angélica da Conceição Racha é a escola de condução mais antiga da Guiné-Bissau.
Em 1973, com a independência da ex-colónia portuguesa, passou a denominar-se também por Escola de Condução 3 de Agosto. É a escola de condução mais antiga na Guiné-Bissau. Sendo que actualmetente dá aulas em viaturas da época colonial. O parque automóvel é constituído essencialmente por viaturas bastante antigas, tal como referido pela agência Lusa em 14 de Outubro de 2013.
A escola já pertenceu a um português, migrado na ex-colónica portuguesa, de seu nome Telesfório Américo Racha. Tendo mais tarde pertencido a Augusto Soares, entretanto falecido. Actualmente o proprietário é João Augusto Soares, de 59 anos, irmão do anterior dono e conhecido em Bissau como “mestre Joãozinho”.